# Episodi di NCIS - Unità anticrimine (decima stagione)
La decima stagione della serie televisiva NCIS - Unità anticrimine è stata trasmessa sul canale statunitense CBS dal 25 settembre 2012 al 14 maggio 2013, ottenendo un'audience media di 21 344 000 telespettatori, risultando così la serie tv più seguita della stagione televisiva statunitense.
In Italia, la stagione è stata trasmessa su Rai 2 in due periodi: dal 24 febbraio al 19 maggio 2013 sono stati programmati i primi 12 episodi tranne "Sorprese di Natale" che viene trasmesso il 16 dicembre 2023, mentre i rimanenti sono stati trasmessi dal 15 settembre al 1º dicembre 2013.
| nº | Titolo originale        | Titolo italiano                      | Prima TV USA      | Prima TV Italia   |
| -- | ----------------------- | ------------------------------------ | ----------------- | ----------------- |
| 1  | Extreme Prejudice       | Licenza di uccidere                  | 25 settembre 2012 | 24 febbraio 2013  |
| 2  | Recovery                | La vita continua                     | 2 ottobre 2012    | 3 marzo 2013      |
| 3  | Phoenix                 | Sassi dalla Luna                     | 9 ottobre 2012    | 10 marzo 2013     |
| 4  | Lost at Sea             | Dispersi in mare                     | 23 ottobre 2012   | 17 marzo 2013     |
| 5  | The Namesake            | L'omonimo                            | 30 ottobre 2012   | 24 marzo 2013     |
| 6  | Shell Shock, Part 1 e 2 | Gli scherzi della mente, 1 e 2 parte | 13 novembre 2012  | 7 aprile 2013     |
| 7  | Shell Shock, Part 1 e 2 | Gli scherzi della mente, 1 e 2 parte | 20 novembre 2012  | 14 aprile 2013    |
| 8  | Gone                    | Sequestro lampo                      | 27 novembre 2012  | 28 aprile 2013    |
| 9  | Devil's Trifecta        | Truffe e baruffe                     | 11 dicembre 2012  | 5 maggio 2013     |
| 10 | You Better Watch Out    | Sorprese di Natale                   | 18 dicembre 2012  | 16 dicembre 2023  |
| 11 | Shabbat Shalom          | Sabato di pace                       | 8 gennaio 2013    | 19 maggio 2013    |
| 12 | Shiva                   | Shiva                                | 15 gennaio 2013   | 19 maggio 2013    |
| 13 | Hit and Run             | Colpisci e scappa                    | 29 gennaio 2013   | 15 settembre 2013 |
| 14 | Canary                  | Il cyber terrorista                  | 5 febbraio 2013   | 22 settembre 2013 |
| 15 | Hereafter               | Ricominciare                         | 19 febbraio 2013  | 29 settembre 2013 |
| 16 | Detour                  | Deviazione                           | 26 febbraio 2013  | 6 ottobre 2013    |
| 17 | Prime Suspect           | L'emulatore                          | 5 marzo 2013      | 7 ottobre 2013    |
| 18 | Seek                    | Cerca                                | 19 marzo 2013     | 13 ottobre 2013   |
| 19 | Squall                  | Burrasca                             | 26 marzo 2013     | 20 ottobre 2013   |
| 20 | Chasing Ghosts          | A caccia di fantasmi                 | 9 aprile 2013     | 21 ottobre 2013   |
| 21 | Berlin                  | Berlino                              | 23 aprile 2013    | 27 ottobre 2013   |
| 22 | Revenge                 | Sete di vendetta                     | 30 aprile 2013    | 10 novembre 2013  |
| 23 | Double Blind            | Doppio abbaglio                      | 7 maggio 2013     | 24 novembre 2013  |
| 24 | Damned If You Do        | Il peso delle azioni                 | 14 maggio 2013    | 1º dicembre 2013  |

## Licenza di uccidere
- Titolo originale: Extreme Prejudice
- Diretto da: Tony Wharmby
- Scritto da: Gary Glasberg

### Trama
Dopo l'attacco terroristico nel cuore dell'arsenale della Marina, la squadra di Gibbs conta le perdite. L'agente speciale Leroy Jethro Gibbs è alla ricerca di vendetta perché l'attentatore, Harper Dearing, «ha fatto del male alla [sua] famiglia».
L'uomo viene infine raggiunto da Gibbs nell'abitazione dove aveva cresciuto il figlio defunto. Dearing muore ucciso da Gibbs, quando pare che voglia sparare a quest'ultimo.
Ducky, in convalescenza dopo un infarto, ritorna a Washington DC, da cui si era allontanato per partecipare al matrimonio del suo assistente, Palmer.
- Ascolti USA: telespettatori 20 480 000[4]

- Ascolti Italia: telespettatori 2 725 000 – share 8,69%[5]

## La vita continua
- Titolo originale: Recovery
- Diretto da: Dennis Smith
- Scritto da: Scott Williams

### Trama
Abby è perseguitata dagli incubi. Uno psicologo della marina è stato incaricato di sottoporre la squadra di Gibbs ad una valutazione psicologica post trauma per via dell'attentato alla sede dell'NCIS. Una addetta all'armeria, Margaret, scomparsa dall'evacuazione il giorno dell'attentato, viene ritrovata in fondo a un lago nella sua macchina, assassinata. Gibbs e la squadra lavorano al caso mentre un irascibile Vance cerca di riportare tutto ossessivamente com'era prima dell'esplosione.
Le ricerche conducono dopo una falsa pista all'armeria, ma non sarà esattamente lì che il caso troverà una definitiva soluzione. Palmer chiama Ducky per avere un suo parere sul caso. L'anziano medico capisce però di essere stato contattato per amicizia e rispetto e non per una reale necessità. Ducky se ne risente, finendo poi per arrabbiarsi con Palmer e abbandonare la sala autopsie molto stizzito. Abby invece, per trovare pace dagli incubi, viene convinta da Gibbs a ricontattare il fratello biologico.
- Ascolti USA: telespettatori 18 870 000[6]

- Ascolti Italia: telespettatori 2 564 000 – share 8,36%[7]

## Sassi dalla Luna
- Titolo originale: Phoenix
- Diretto da: Terrence O'Hara
- Scritto da: Steven D. Binder

### Trama
Il dottor Mallard ordina la riesumazione di un comandante della Marina, il cui corpo era stato protagonista di un caso di dodici anni prima, mentre la squadra è impegnata nelle indagini della morte recente di un marine. La squadra scoprirà presto che i due casi sono direttamente collegati.
- Guest star: René Auberjonois (Dr. Felix Blackwell)
- Ascolti USA: telespettatori 18 510 000[8]

- Ascolti Italia: telespettatori 2 706 000 – share 8,84%[9]

## Dispersi in mare
- Titolo originale: Lost at Sea
- Diretto da: Tony Wharmby
- Scritto da: Christopeher J. Waild

### Trama
La squadra è chiamata per il ritrovamento di tre componenti di un equipaggio di un elicottero ipoteticamente precipitato. Il quarto componente dell'equipaggio è ancora disperso. Grazie all'aiuto dell'agente Borin la squadra di Gibbs capisce che possa esserci qualcos'altro sotto alla "sparizione" dell'elicottero. Durante le ricerche dei resti del velivolo Tony e McGee ritrovano il cadavere del pilota assassinato con un colpo in testa. La trama si infittisce quando uno dei tre superstiti possiede l'arma che sembra essere quella del delitto.
- Ascolti USA: telespettatori 17 780 000[10]

- Ascolti Italia: telespettatori 2 812 000 – share 9,21%[11]

## L'omonimo
- Titolo originale: The Namesake
- Diretto da: Arvin Brown
- Scritto da: George Schenck e Frank Cardea

### Trama
Un sottufficiale assassinato a colpi di pistola viene ritrovato nella Ferrari di un miliardario. Gibbs e la sua squadra riescono a rintracciare la pistola usata per l'omicidio in un banco dei pegni locale, e Gibbs trova una Medaglia d'oro del Congresso in mostra, nonostante il fatto che la vendita della medaglia è illegale. Il proprietario del negozio rivela che ha comprato la medaglia da un veterano anziano che aveva bisogno di soldi; Gibbs scopre che il precedente proprietario era Leroy Jethro Moore, un caro amico di suo padre. Scopre da suo padre che LJ ha permesso alla madre di Gibbs di suicidarsi per overdose di droga al fine di porre fine alla sua sofferenza da cancro terminale, cosa che il padre di Gibbs non gli aveva mai perdonato. Ulteriori indagini rivela che il defunto sottufficiale ha lavorato part- time come cameriere, e ha rubato l'auto sportiva per una piacevole gita. Il gruppo rintraccia l'assassino, uno studente universitario locale. Il suo vero obiettivo era il proprietario effettivo della vettura, il quale ha rubato una sua idea per una rete di file-sharing, e il sottufficiale è stato ucciso per errore. Nel frattempo, il padre di Gibbs e LJ si incontrano per la prima volta dopo anni, e Jethro li convince a porre fine alla loro faida, sottolineando che tutti e tre hanno condiviso un terreno comune nel loro amore per la madre Gibbs. Suo padre e LJ infine si riconciliano e rinnovano la loro amicizia. LJ decide anche di tornare a Stillwater, ora che la faida è finita.
- Ascolti USA: telespettatori 18 830 000[12]

- Ascolti Italia: telespettatori 2 858 000 – share 9,72%[13]

## Gli scherzi della mente, prima parte
- Titolo originale: Shell Shock, Part 1
- Diretto da: Leslie Libman
- Scritto da: Nichole Mirante-Matthews

### Trama
Due marines vengono assaliti e picchiati da alcuni uomini accanto ad una stazione ferroviaria. Uno di loro viene ritrovato nell'abitazione dell'amico dalla squadra di Gibbs mentre cerca qualcosa che possa salvare la vita del compagno, rinvenuto cadavere sul luogo dell'aggressione. Il Capitano sembra avere le idee poco chiare, confonde l'aggressione subita con i ricordi di un'imboscata subita in guerra. Tony ritrova una vecchia macchina fotografica mandatagli dal padre dove rinviene alcuni scatti di quando era bambino.
- Ascolti USA: telespettatori 17 050 000[14]

- Ascolti Italia: telespettatori 2 462 000 – share 8,13%[15]

## Gli scherzi della mente, seconda parte
- Titolo originale: Shell Shock, Part 2
- Diretto da: Thomas J. Wright
- Scritto da: Gina Monreal

### Trama
Gibbs si propone come missione personale quella di aiutare un marine affetto da disturbo post-traumatico da stress a catturare un terrorista interno, mentre il resto della squadra lotta contro il tempo per scoprire chi è l'obiettivo.
- Ascolti USA: telespettatori 16 470 000[16]

- Ascolti Italia: telespettatori 2 418 000 – share 8,51%[17]

## Sequestro lampo
- Titolo originale: Gone
- Diretto da: James Whitmore Jr.
- Scritto da: Reed Steiner e Scott Williams

### Trama
La squadra NCIS indaga sul rapimento di una giovane ragazza, con l'aiuto della sua giovane amica che ha assistito al crimine. Procedendo con le indagini, Gibbs chiederà anche aiuto a una sua vecchia conoscenza, una donna dai principi quanto meno discutibili.
- Ascolti USA: telespettatori 19 760 000[18]

- Ascolti Italia: telespettatori 2 506 000 – share 8,71%[19]

## Truffe e baruffe
- Titolo originale: Devil's Trifecta
- Diretto da: Arvin Brown
- Scritto da: Steven D. Binder

### Trama
Gibbs collabora con l'agente Fornell, dopo che quest'ultimo è sfuggito ad un tentato omicidio, per sventare una truffa finanziaria in cui sembra coinvolta Diane, ex moglie dei due agenti, che però è un'ispettrice del Dipartimento del Tesoro che sta indagando sotto copertura.
- Ascolti USA: telespettatori 17 650 000[20]

- Ascolti Italia: telespettatori 2 741 000 – share 9,60%[21]

## Sorprese di Natale
- Titolo originale: You Better Watch Out
- Diretto da: Tony Wharmby
- Scritto da: George Schenck e Frank Cardea

### Trama
Indagando sulla morte del marito di un marine, viene a galla una truffa alla zecca di milioni di dollari; intanto in occasione del Natale il padre di Tony arriva a Washington.
- Ascolti USA: telespettatori 19 590 000[22]

- Ascolti Italia: telespettatori 2 642 000 – share 9,74%[23]

## Sabato di pace
- Titolo originale: Shabbat Shalom
- Diretto da: Dennis Smith
- Scritto da: Christopher J. Waild

### Trama
Durante una battuta di pesca un padre e un figlio ritrovano il corpo di un ufficiale della marina. Nel frattempo il direttore del Mossad, Eli David, giunge segretamente a Washington, apparentemente per ricucire il rapporto con Ziva. La stessa Ziva informa Gibbs che suo padre è in città e che non ne sa il reale motivo. Gibbs e il direttore Vance intercettano Eli e Ziva vicino all'Hotel dello stesso Eli dove questi presenta ai tre un suo amico d'infanzia dei VEVAK (servizi segreti iraniani) con il quale Eli intende collaborare per la pace in medio oriente. L'indagine sull'omicidio del militare, porta al padre di Ziva, che ne riconosce gli abiti in una foto. Temendo che il padre non sia a Washington per lei, ma solo per affari e sapendolo colpevole dell'omicidio Ziva gli chiude ogni possibilità di ricucire il loro rapporto. Come ultima richiesta Eli David chiede a Ziva di cenare con lui a casa del direttore Vance. Durante la cena Eli David e Jackie, la moglie del direttore Vance, vengono colpiti da una raffica di mitra mentre sono riuniti tutti a tavola. Ziva insegue l'omicida, aiutata da Gibbs che nel frattempo l'ha raggiunta; l'uomo si suicida però prima di rivelare qualsiasi informazione. Eli è morto sul colpo mentre Jackie muore dopo una lunga operazione.
- Ascolti USA: telespettatori 21 110 000[24]

- Ascolti Italia: telespettatori 2 538 000 – share 9,15%[25]

## Shiva
- Titolo originale: Shiva
- Diretto da: Arvin Brown
- Scritto da: Christopher J. Waild, Gary Glasberg e Scott Williams

### Trama
Dopo la morte di Eli David, direttore del Mossad, la figlia Ziva viene condotta a casa di Tony al fine di proteggerla, mentre gli altri indagano per trovare Bodnar, il killer responsabile (così si sospetta per certo) della sparatoria. Anche la moglie del direttore Vance è rimasta uccisa e ciò porta il direttore a un ritiro momentaneo, sostituito dal vice Direttore Craig.
- Ascolti USA: telespettatori 22 860 000[26]

- Ascolti Italia: telespettatori 2 936 000 – share 10,41%[25]

## Colpisci e scappa
- Titolo originale: Hit and Run
- Diretto da: Dennis Smith
- Scritto da: Gary Glasberg e Gina Lucita Monreal

### Trama
Viene trovata una macchina in fondo ad un burrone con dentro un uomo e una donna. Gibbs e la squadra indagano e all'apparenza sembra un incidente, ma le prove e gli indizi raccolti dimostrano che si è trattato di un duplice omicidio. Riaffiorano le insicurezze di Abby mentre torna con la memoria al suo primo insuccesso.
- Ascolti USA: telespettatori 22 070 000[27]

- Ascolti Italia: telespettatori 2 735 000 – share 10,83%[28]

## Il cyber terrorista
- Titolo originale: Canary
- Diretto da: Terrence O'Hara
- Scritto da: Christopher J. Waild

### Trama
La squadra cattura un hacker professionista, secondo della lista dei cyberterroristi più ricercati d'America e responsabile di un attacco informatico al MTAC, provocando la morte di un agente sotto copertura. La squadra è interessata ad interrogarlo per il collegamento con un altro hacker che è identificato solo come " MC ". Analizzando il computer dell'hacker, Ziva e DiNozzo esplorano un magazzino e trovano le prove di una bomba contenente il virus ebola. Per far parlare l'hacker, Ziva e DiNozzo lo trasferiscono a Guantanamo Bay, nel tentativo di intimidirlo, minacciando di metterlo con i terroristi che in precedenza aveva tradito. Tuttavia, una volta arrivati, la sicurezza del carcere viene compromessa da un attacco informatico. I prigionieri liberi chiedono a Ziva e DiNozzo, rifugiatisi in cella insieme all'hacker, di consegnarlo in cambio per la loro vita. Pur di salvare se stesso, l'hacker rivela come possono trovare MC. Si scopre così che l'intero breakout era solo uno stratagemma: essi in realtà non avevano mai lasciato la base dell'NCIS. Nel frattempo, Gibbs e McGee riescono a rintracciare la bomba ad ebola e disinnescarla in sicurezza.
- Ascolti USA: telespettatori 21 790 000[29]

- Ascolti Italia: telespettatori 2 693 000 – share 10,19%[30]

## Ricominciare
- Titolo originale: Hereafter
- Diretto da: Tony Wharmby
- Scritto da: Nichole Mirante-Matthews

### Trama
Un marine, noto come Gabe Crowe, durante un allenamento, cade dalla parete dell'arrampicata e muore. Gli indizi raccolti, però, provano che la morte non è dovuta alla caduta. Infatti, sulle braccia si notano delle ferite da coltello e segni di lotta.
- Ascolti USA: telespettatori 21 080 000[31]

- Ascolti Italia: telespettatori 2 338 000 – share 8,79%[32]

## Deviazione
- Titolo originale: Detour
- Diretto da: Mario Van Peebles
- Scritto da: Steven D. Binder

### Trama
Ducky e Palmer sono chiamati a investigare su un misterioso suicidio di un tenente della Marina, ma vengono rapiti mentre portano il cadavere al quartier generale dell'NCIS. Nel frattempo, il resto della squadra scopre che il tenente morto era in realtà una spia cubana che stava rubando file classificati, e le persone che hanno rapito Ducky e Palmer sono i suoi contatti. Sia Ducky che Palmer riescono a sfuggire ai loro rapitori e vengono tratti in salvo dal resto della squadra, che è riuscita a rintracciarli, ma una delle spie riesce fuggire. Grazie ad uno stratagemma di Ducky, il team è in grado di arrestarla e recuperare i file rubati.
- Ascolti USA: telespettatori 20 690 000[33]

- Ascolti Italia: telespettatori 2 403 000 – share 8,44%[34]

## L'emulatore
- Titolo originale: Prime Suspect
- Diretto da: James Whitmore Jr.
- Scritto da: George Schenck e Frank Cardea

### Trama
La squadra è impegnata ad aiutare Gibbs al quale un suo amico, il barbiere, ha chiesto aiuto riguardo ad una serie di omicidi, di cui crede sia colpevole suo figlio. Nel frattempo, DiNozzo parte alla ricerca di un marine sospettato di furto. Le indagini, non ufficiali per l'omicidio seriale, vengono a scontrarsi con quelle della polizia. Dopo vari colpi di scena, il figlio del barbiere viene scagionato e la squadra arresta il vero colpevole.

## Cerca
- Titolo originale: Seek
- Diretto da: Michael Weatherly
- Scritto da: Scott Williams

### Trama
Durante un'operazione di sminamento in Afghanistan un marine viene ucciso da un cecchino, ma la moglie non crede che le cose siano andate come sembra. Gibbs con l'aiuto di Dex, il cane antimine, scoprirà un traffico di preziosi.
- Ascolti USA: telespettatori 19 790 000[35]

- Ascolti Italia: telespettatori 2 946 000 – share 10,76%[36]

## Burrasca
- Titolo originale: Squall
- Diretto da: Tom Wright
- Scritto da: Bill Nuss

### Trama
Durante una terribile burrasca viene rinvenuto il corpo di un comandante medico. La squadra indaga tra l'equipaggio della nave, tra cui c'è il padre di McGee e quest'ultimo dovrà affrontare il difficile rapporto con il genitore indiziato e la sua voglia di riscatto.
- Ascolti USA: telespettatori 18 620 000[37]

- Ascolti Italia: telespettatori 2 659 000 – share 9,39%[38]

## A caccia di fantasmi
- Titolo originale: Chasing Ghosts
- Diretto da: Arvin Brown
- Scritto da: Nicole Mirante-Matthews

### Trama
La squadra viene chiamata per trovare il marito di un tenente dei Marines. Si presuppone un rapimento. Nel frattempo, Ziva con l'aiuto di McGee cerca di localizzare Bodnar di nascosto da NCIS e CIA.
- Ascolti USA: 17 220 000[39]

- Ascolti Italia: telespettatori 2 470 000 – share 8,27%[40]

## Berlino
- Titolo originale: Berlin
- Diretto da: Terrence O'Hara
- Scritto da: Scott Williams e Gina Lucita Monreal

### Trama
Dopo la morte di Eli David, direttore del Mossad, la figlia Ziva chiede a Gibbs l'autorizzazione ad andare in Europa dove si trova Bodnar, ritenuto l'assassino di suo padre. Nel frattempo viene ucciso un agente del Mossad e il nuovo direttore (una donna di cui Ziva rivelerà una lunga relazione avuta in gioventù con suo padre Eli David) si trova negli Stati Uniti per collaborare alla ricerca di Ilan Bodnar. Ziva e Tony partono per l'Europa, ma non per Roma dove tutti credono che si trovi Bodnar, bensì per Berlino dove Ziva pensa che Bodnar in realtà si trovi, perché è lì che può cambiare i suoi soldi in diamanti per poi sparire. Le indagini condotte in parallelo dal Mossad, dalla CIA, dall'FBI e dal NCIS, sembrano brancolare nel buio. A Berlino, Ziva e Tony invece di trovare Bodnar trovano il fratello di questo che lo aiuta. Nel frattempo si scopre che Ilan Bodnar non è mai partito dagli Stati Uniti dopo l'omicidio di Eli David, come peraltro il Mossad già sapeva, non avendolo però rivelato al NCIS. Tony e Ziva tornano allora negli Stati Uniti con il fratello di Bodnar e, appena giunti, subiscono una grave collisione, causata da un SUV.
- Ascolti USA: 17 330 000[41]

- Ascolti Italia: telespettatori 2 596 000 – share 9,39%[42]

## Sete di vendetta
- Titolo originale: Revenge
- Diretto da: James Whitmore, Jr.
- Scritto da: George Schenck e Frank Cardea

### Trama
Gibbs sfida un ordine diretto da parte del Dipartimento della Difesa, tutta la squadra NCIS si unisce nella ricerca di Bodnar. Ziva, ferita dall'incidente d'auto, ha finalmente la possibilità di confrontarsi con Bodnar e si vendica per la morte di suo padre uccidendolo.
- Ascolti USA: 18 290 000[43]

- Ascolti Italia: telespettatori 2 815 000 – share 9,52%[44]

## Doppio abbaglio
- Titolo originale: Double Blind
- Diretto da: Dennis Smith
- Scritto da: Christopher J. Walid e Steven D. Binder

### Trama
L'NCIS è oggetto di un'indagine da parte del Dipartimento della Difesa, viene messa in discussione la loro risposta alla morte di Eli David e Jackie Vance. Gibbs è accusato di nascondere le prove e di ostacolare la giustizia.
- Ascolti USA: 17 560 000[45]

- Ascolti Italia: telespettatori 2 522 000 – share 8,78%[46]

## Il peso delle azioni
- Titolo originale: Damned If You Do
- Diretto da: Tony Wharmby
- Scritto da: Gary Glasberg

### Trama
All'indomani dell'arresto di Gibbs il Dipartimento della Difesa allarga la sua indagine nell'NCIS, mettendo in pericolo il futuro dell'intera agenzia, durante queste indagini viene trovata la testa di un marine che, durante l'autopsia, mostra alti livelli di radioattività. Per difendere Gibbs il Direttore Vance assolda l'ex Ammiraglio Abelardo (Albert) Jethro "A. J." Chegwidden e poi, visto che Parsons, l'agente che conduce le indagini, continua la sua caccia alle streghe, l'intera squadra dà le dimissioni. A quel punto le indagini vengono bloccate.
- Ascolti USA: 18 790 000[47]

- Ascolti Italia: telespettatori 2 784 000 – share 9,63%[48]